# Овални отвор (срце)
Овални отвор или Боталов отвор (лат. foramen ovale — Botalli) назив је за отвор у срцу фетуса кроз који крв у ембрионалном развоју срца слободно пролази између леве и десне срчане преткоморе. Овај отвор се у већини случајева (70-80%) после порођаја затвара, а у десној преткомори срца се формира удубљење — овална јама (лат. fossa ovalis).

## Улога овалног отвора у ембрионалном развоју
Постојање овалног отвора у ембрионалном развоју срца је из функционалног разлога, јер фетус не користи плућа за дисање, што не захтева повећан проток крви кроз плућа. Зато се крв из десне преткоморе, уместо у десну комору и плућа, упумпава кроз овални отвор у леву преткомору, и даље у системску циркулацију.
Поред овалног отвора у циркулационом систему фетуса постоје још два отвора кроз којa се крв меша: артеријски одвод (лат. ductus arteriosus (DA)) и венски одвод (лат. ductus venosus (DV)) који се затварају након порођаја.

### Формирање међукомрске преграде
Најпре настаје примарна (лат. septum primum), а након тога секундарна преграда (лат. septum secundum) које учествују у преграђивање првобитне преткоморе:
Септум примум се прво пружа од дорзокранијалног до вентралног зида; затим се пружа каудално према ендокардијалним јастучићима у нивоу атрио-вентрикуларног отвора. Пре него што се споји са њима ограничава одозго форамен примум, који се касније затвара, а на горњем делу септум примума се јавља други отвор форамен секундум.
Септум секундум полази од дорзалног ка вентралном зиду десно од септум примума. Спушта се затим каудално и прекрива горњу ивицу форамена секундума дајући нови отвор који се пружа одоздо навише - форамен овале. Преко њега крв прелази у једном смеру - из десне у леву преткомору.
Септум примум и септум секундум се препокривају као црепови на крову куће, при чему септум примум врши функцију валвуле која регулише проток крви кроз овај отвор само у једном смеру. Септум примум сраста са ивицама овалног отвора, након чега се формира фоса овалис на десној страни интраатријалног септума.
Форамен овале се затвара у првих неколико недеља након порођаја, а понекад и до краја друге године живота. У току порођаја дете направи први удах, плућа се шире, снижава се притисак у десном срцу и појачава прилива крви у леву преткомору, у којој расте притисак због чега се у почетку функционално, а затим и анатомски форамен овале затвара. У просечно 70% особа након рођења се спајају примарни и секундарни септум те настаје јединствена, целовита преграда. Непотпуно затварање преграде узрокује настанак преткоморског септалног дефекта.
Са поделом преткоморе, венски синус, који је развучен попречно се трансформише; његова десна половина улази у састав десне преткоморе, а лева половина образује коронарни синус. На ушћу синуса у десну преткомору налазе се две валвуле, десна и лева, које спречавају враћање крви у венски синус. Оне се спајају и дају септум спуријум, који ишчезава и остаје само његов доњи руб; леви залистак улази у састав интератријалног септума; десна се цепа у два крака и даје валвулу доње шупље вене и валвуле коронарног синуса.
Лева преткомора потиче једним делом од плућне вене и две њене главне гране (глатки део), а други део од првобитне цеви.

## Промене у фетусној циркулацији након рођења
Две су примарне промене у циркулацији која настају након рођења:
Примарна промена отпора у системској циркулацији
Због престанка масивног протока крви кроз постељицу (паценту), отпор у системској циркулацији након рођења готово двоструко се увећава. Због тога расте притиска у аорти, левој комори и левој преткомори.
Примарне промене отпора у плућној циркулацији
Пораста притиска крви у левој и опадања у десној половини срца, јако смањује отпор због протока кроз плућну циркулацију, јер се са првим удахом новорођенчета плућа растежу. У фетусу плућа нису растегнута, крвни судови су стегнути, јер је волумен плућа јако мали. Чим са првим удисајем уследи растезање плућа, крвни судови више нису у стегнутом стању, па се отпор у крвним судовима плућа вишеструко смањује. Такође хипосија која влада у плућима током феталног развоја узрокује тоничку вазоконстрикцију крвних судова плућа, што се првим доласком ваздуха плућа (аерацијом) мења па престаје хипоксија а настаје вазодилатација. Ове промене смањују отпор крви кроз плућа скоро петострук, што има за последицу смањење притиска у десној преткомори и комори.

## Затварање овалног отвора
Након првог удисаја настаје пад притиска у десној преткомори и пораст притиска у левој преткомори, због напред описаних промена у циркулацији новорођенчета. Пораст притиска у системској циркулацији и пад крвног притска у плућној циркулацији, узрокује тежњу крви да протиче натраг из леве прекоморе у десну, а не из десне у леву, како је текла за време ембрионалног развоја фетуса. То узрокује затварање малог залистка изнад овалног отвора, који га прекрива, па даљи проток крви кроз овални отвор престаје. Код две трећине људи затварање овалног отвора настаје након неколико месеци до неколико година.

У првим данима (месецима) живота новорођенче, а до коначног затварања овалног отвора, настаје један период реверзибилних промена у протоку крви. Тако се нпр због напрезања детета током плача може отворити овални отвор што доводи да крв протиче из десне у леву преткомору. Као последица код новорођенчета јавља се цијаноза за време напада плача.
Ако не дође до затварања овалног отвора у левој преткомори остаје, целог живота, крвни притисак од 0,25 до 0,55 kPa, већи од притиска у десној преткомори, па притисак непрекидно затвара залистак.
Теорије о времену затварања овалног отвора
Око времена затварања овалног отвора подаци у литератури се значајно разликују:
- У Грејовој анатомији наведено је да се овални отвор затвара десет дана након рођења.
- Холт и Ховланд (1928) наводе да је време затварања отвора до средине прве године.
- Грифит и Мичем сматрају да је време затварања овалног отвора у широком распону и да се креће од неколико месеци након рођења до друге године старости детета.
- Патен и Тагар (1929) наводе да се овални отвор затвара до краја прва године живота новорођенчета.

Већина истраживача, данас, се слаже са Патеном и Тагаром и сматра да приљубљеност обе преграде и њихово спајања настаје до краја прве године живота, а да се код око 20% људи никада не постигне потпуно анатомско затварање овалног отвора. Такво стање се назива перзистентни овални отвор (лат. foramen ovale persistens).

## Клинички значај и лечење перзистентног овалног отвора
Овални отвор, иако се сврстава у урођене мане из групе аретријских септалних дефекта (АСД), он није дефект у правом смислу јер не недостаје ткиво срчане преграде. Јавља се код просечно 30% популације и може бити једна од наследних поремећаја.
Клинички значај отвореног овалног отвора огледа се у томе што он може бити узрок:
- Мигрене,
- Парадоксне емболије и можданог удара. Емболус који настаје у венском систему, венама долази у десно срце одакле може ићи само у плућа, ту се зауставља и узрокује плућну емболију. Уколико постоји перзистентни овални отвор, тај емболус може прећи у лево срце које га избацује у артеријску циркулацију. Емболус даље путује артеријама и доводи до зачепљења једне од њих. Будући да први огранци аорте иза срца воде крв у предео главе, емболус неретко прво зачепи крвне судове мозга.[11]

Овални отвор већег пречника (>4 мм), или ако кроз њега пролази већа количина крви у десно срце, сматра се клинички значајним поремећајем. Уколико је присутан и повишен крвни притисак у целом телу (системска хипертензија), постојање овалног отвора може да погорша промене у протоку крви кроз крвоток. Тада се лева комора може повећати (хипертрофија комора) што може повећати лево-десни проток кроз овални отвор, и допринети касном развоју плућне хипертензије.
Мали дефекти у детињству не узрокују никакве симптоме па често остају недијагностиковани. Средњи па и велики дефекти такође често не узрокују симптоме и дијагностикују се тек у касном детињству или у одраслом добу. Кад је овални отвор једина срчана мана (нема абнормалних рупа нити сужења у другим деловима срца) абнормални проток крви из леве у десну преткоморе се повећава са годинама, када се могу јавити симптоми срчане инсуфицијенције. Наступ и тежина симптома разликују се код појединих пацијената. Симптоми попут нетолеранције на телесни напор могу се јавити у другој деценији живота, а понекад неколико деценија касније.

### Дијагноза
Дијагноза перзистентног овалног отвора поставља се прегледом, евентуалним постојањем симптома, рендгенским снимком срца и плућа, електрокардиографија (ЕКГ) и ултразвуком (ехокардиографија) срца.
Магнетна резонанца (МР) се препоручује кад је овални отвор деосложених срчаних поремећаја.
Холтер монитор (24 сатно мерење ЕКГ) препоручује се код постојања поремећаја срчаног ритма (аритмија) као и код ново-дијагностикованих одраслих пацијената пре операције.
Катетеризација срца није неопходна за дијагнозу, али може бити потребна како би се проценила динамика срчаног протока.

### Терапија
У лечењу овалног отвора користе се две методе: хируршка терапија и перкутана интервенција.
Хируршка терапија
Класична хируршка метода предњег приступа срцу (десни антеролатерални субмамарни субпекторални приступ), у току кога се користе дакронске или перикардијалне (направљене од срцчане марамице) „закрпе“. Након операције већина пацијената је доброг стања дуго времена.
Истраживањем је показано да 67% деце након операције има поремећаје ритма, али је терапију због тога потербна код само 3% пацијената. Преживљавање након захвата, уопштено гледано, слично је као код опште популације.
Перкутана интервенција
Затварање дефекта преко коже (перкутана интервенција) алтернатива је хируршком затварању код пацијената са погодном телесном грађом. Идеалан дефект за перкутана затварање је дефект мањи од 13 мм у пречнику, са ивицама ткива око дефекта од најмање 5 мм.
Компликације након перкутане интервенције су ретке и могу бити: изненадна смрт током постављања протезе катетером, лоше постављање протезе, поремећај срчаног ритма, емболија, срчани блок, излив крви у сврчану марамицу (перикардијална ефузије), расцеп препонских крвних судова, хематом у препони.
Мада су подаци о успешности перкутаномг затварања ограничени, досадашње студије показују како су резултати упоредиви или бољи од хируршког лечења, али са мањом учесталости компликација и све краћим бораваком пацијената у болници.